# Agrotis spina
Agrotis spina là một loài bướm đêm trong họ Noctuidae.